# Hohenstaufen

Blazonul Hohenstaufenilor ca regi ai Siciliei

Hohenstaufen (sau Staufen) a fost o dinastie care a condus Imperiul romano-german în Evul Mediu, în perioada dintre anii 1138 și 1254. Este vorba de trei împărați occidentali aparținând acestei dinastii. În 1194 familia Hohenstaufen a devenit și conducătoarea Regatului Siciliei, iar trei dintre membri au fost și regi (titulari) ai Ierusalimului.
Denumirea dinastiei provine de la numele castelului pe care membrii familiei îl dețineau în regiunea Suabiei, situat în zona montană cu același nume, în apropiere de Göppingen și construit de primul membru cunoscut al dinastiei, ducele Frederic I. Dinastia este uneori numită de Suabia, după numele ducatului de origine.

## Membrii domnitori ai familiei Hohenstaufen
| Numele                                 | Poziția ca duce de Suabia și anii de domnie | Poziția ca rege romano-german și anii de domnie                  | Poziția ca împărat romano-german și anii de domnie | Poziția ca rege al Siciliei și anii de domnie | Poziția ca rege al Ierusalimului și anii de domnie |
| -------------------------------------- | ------------------------------------------- | ---------------------------------------------------------------- | -------------------------------------------------- | --------------------------------------------- | -------------------------------------------------- |
| Frederic                               | Frederic I (1079 - 1105)                    | --                                                               | --                                                 | --                                            | --                                                 |
| Frederic                               | Frederic al II-lea (1105 - 1147)            | --                                                               | --                                                 | --                                            | --                                                 |
| Conrad                                 | --                                          | Conrad al III-lea (1138-1152)                                    | --                                                 | --                                            | --                                                 |
| Frederic Barbarossa                    | Frederic al III-lea (1147 - 1152)           | Frederic I (1152-1190)                                           | Frederic I (1155-1190)                             | --                                            | --                                                 |
| Frederic                               | Frederic al IV-lea (1152 - 1167)            | --                                                               | --                                                 | --                                            | --                                                 |
| Frederic                               | Frederic al V-lea (1167 - 1170)             | --                                                               | --                                                 | --                                            | --                                                 |
| Frederic                               | Frederic al VI-lea (1170 - 1191)            | --                                                               | --                                                 | --                                            | --                                                 |
| Henric                                 | --                                          | Henric al VI-lea (1190-1197)                                     | Henric al VI-lea (1191-1197)                       | Henric I (1194-1197)                          | --                                                 |
| Conrad (duce de Rothenburg, 1181-1191) | Conrad al II-lea (1191 - 1196)              | --                                                               | --                                                 | --                                            | --                                                 |
| Filip                                  | Filip I (1196 - 1208)                       | Filip (1198-1208, în opoziție cu Otto al IV-lea de Braunschweig) | --                                                 | --                                            | --                                                 |
| Frederic                               | Frederic al VII-lea (1212 - 1216)           | Frederic al II-lea (1208-1250)                                   | Frederic al II-lea (1220-1250)                     | Frederic I (1198-1250)                        | Frederic (1225-1228/1248)                          |
| Henric                                 | Henric al II-lea (1216 - 1235)              | Henric (1220-1235)                                               | --                                                 | Henric al II-lea (1212-1217)                  | --                                                 |
| Conrad                                 | Conrad al III-lea (1235 - 1254)             | Conrad al IV-lea (1237-1254)                                     | --                                                 | Conrad I (1250-1254)                          | Conrad al II-lea (1228-1254)                       |
| Conrad(in)                             | Conrad al IV-lea (1254 - 1268)              | --                                                               | --                                                 | Conrad al II-lea "cel Tânăr" (1254-1258/1268) | Conrad al III-lea (1254-1268)                      |
| Manfred                                | --                                          | --                                                               | --                                                 | Manfred (1258-1266)                           | --                                                 |